# Polstavek
Polstavek je stavek, v katerem je osebna glagolska oblika zamenjana za neosebno, ali stavek, nastal z opustitvijo pomožnega glagola v povedku (sedeč za mizo, so se pogovarjali; mladost, polna ponižanja). Pove nam tudi dodatno informacijo (kupil sem smuči, dolge 160 cm). Polstavek nima povedka in ga ne moremo uporabiti samostojno, ampak le kot del večstavčne povedi. Z osebno glagolsko obliko ga lahko pretvorimo v stavek tako da ohranimo isti pomen.
Več primerov:
DELEŽIJSKI POLSTAVEK
Gredoč v mesto, se je oglasil.
Mrmraje glasbeno uspešnico, je odhitela domov. 
Želeč jim lahko noč, se je poslovil.
DELEŽNIŠKI POLSTAVEK

Uresničili so sklep, sprejet na zadnjem sestanku. 
Juha, skuhana v nedeljo, je v hladilniku.
NEDOLOČNIŠKI
Imeti možnost popraviti napako.
Imeti odličen uspeh, težka naloga. 
Ne imeti možnosti spraševati o tem.
NAMENILNIŠKI
Šel je do zbornice poiskat razredničarko. 
Pojdi poklicat očeta.